# Remondini
Remondini is een historisch merk van motorfietsen.
Remondini (1943-?)
Door ing. Remondini (zie Negas & Ray en Jonghi) ontwikkelde clip-on motor. Het 34 cc-motortje kon op elke fiets gemonteerd worden en dreef deze via de normale ketting aan. De cyclemotor van Remondini wordt beschouwd als een van de “voorlopers” van de cyclemotor-rage in de jaren vijftig.